# Tokophryidae
Famille
Les Tokophryidae sont une famille de Ciliés de la classe des Kinetofragminophora et de l’ordre des Suctorida.

## Étymologie
Le nom de la famille vient du genre type Tokophrya, dérivé du grec ancien τόκος / tókos, « naissance, progéniture », et de οφρύς / ophrýs, « sourcil ⇒ cil ⇒ cilié », littéralement « cilié susceptible d'engendrer une progéniture ».

## Description
Les Tokophryidae sont de taille petite (< 80 μm) à moyenne (80 à 200 μm). Leurs trophontes, de longueur variable, sont de forme ovoïde, cylindrique ou triangulaire, souvent aplatis latéralement ; ils n’ont pas de lorique, sont pédonculés. Leurs tentacules sont capités, généralement groupées en deux fascicules, rarement plus. Les essaims sont ovoïdes, à cinéties somatiques (rangées de cils sur le corps cellulaire) obliques ; le macronoyau est de forme variable : de globuleuse à rubanée. On y observe un micronoyau et des vacuoles contractiles.

## Habitat
Les Tokophryidae vivent aussi bien en milieu marin qu’en eau douce, à la fois librement mais aussi comme ectocommensaux sur des crustacés copépodes ou amphipodes, et même sur d'autres ciliés (par exemple, la tige des péritriches).

## Liste des genres
Selon GBIF (1er juin 2023) :
- Baikalodendron Swarczewsky, 1928
- Baikalophrya Swarczewsky, 1928
- Brachyosoma Batisse, 1975
- Cryptophrya Jankowski, 1973
- Erastophrya Fauré-Fremiet, 1944
- Lecanodiscus Jankowski, 1973
- Pelagacineta Jankowski, 1978
- Tokophryella Jankowski, 1973
- Tokophryopsis Swarczewsky, 1928

Selon Lynn (2008).
- Lecanodiscus Jankowski, 1973
- Listarcon Jankowski, 1982
- Parastylophrya Jankowski, 1978
- Pelagacineta Jankowski, 1978
- Talizona Jankowski, 1981
- Tokophrya Bütschli, 1889
  - Genres synonymes : 
    - Basitokophrya Yankovskij, 1982,
    - Halsis Stokes, 1889,
    - Hypophrya López-Ochoterena, 1964,
    - Riftus Jankowski, 1981,
    - Squalorophrya Goodrich & Jahn, 1943 ,
    - Volverella Bory de St. Vincent, 1827.

  - Espèce type : Tokophrya quadripartita (Claparède & Lachmann, 1859) Bütschli, 1889
  - Espèce synonyme : Podophrya quadripartita Claparède & Lachamann, 1859
- Tokophryopsis Swarczewsky, 1928

## Systématique
Le nom valide de ce taxon est Tokophryidae Jankowksi in Small & Lynn, 1985.